# Angelika Kraus
Angelika Kraus (Alemania, 9 de mayo de 1950) es una nadadora alemana retirada especializada en pruebas de estilo libre y estilo espalda, donde consiguió ser medallista de bronce olímpica en 1968 en los 4 x 100 metros estilos.

## Carrera deportiva
En los Juegos Olímpicos de México 1968 ganó la medalla de bronce en los 4 x 100 metros estilos, con un tiempo de 4:36.4 segundos (nadando el largo de espalda), tras Estados Unidos (oro) y Australia (plata), siendo sus compañeras de equipo las nadadoras: Uta Frommater, Heike Hustede y Heidemarie Reineck.